# Zkouškové období
Zkouškové období je československý hraný film z roku 1990, který režíroval Zdeněk Troška. Je to jeho první porevoluční režijní počin. Film zachycuje osudy vysokoškoláka Petra během sametové revoluce.

## Děj
Petr Soukup studuje na vysoké škole v Praze. S kamarády chodí po hospodách, udržuje vztah se starší Zuzanou. Zuzana má čtyřletou dceru a je formálně provdaná za Jirku. Ten je však homosexuál, proto každý žije svůj vlastní život a manželé se spolu pouze přátelí. Pro Petra je takový vztah nepochopitelný a špatně jej snáší. Petrův otec je jmenován primářem, a proto jede na víkend domů do Karlových Varů na rodinnou oslavu už v pátek. Doma ve zpravodajství zahraniční televize uvidí záběry z potlačené demonstrace na Národní třídě. Potkává se s kamarádkou Jiřinou, která má syna Martina. Martin si Petra velmi oblíbil a často mu píše dopisy. Když se Petr v pondělí vrací do Prahy, zapojuje se se spolužáky do stávkového výboru. Zde se seznamuje s Martinou, která ho tlačí k rozchodu se Zuzanou. Petr agituje mezi středoškolskými studenty v Karlových Varech, když se to dozví jeho otec, dojde mezi nimi k hádce a Petr odchází z domova. V Praze zjistí, že je mu Martina nevěrná a vrátí se k Zuzaně. Smíří se též s Jirkou. Na víkend se vrací opět do Karlových Varů navštívit Jiřinu a Martina. Dozví se, že Jiřina otrávila Martina a sama se pokusila o sebevraždu. Petrovi v rozčilení praskne vřed a je nucen strávit několik týdnů v nemocnici. Je tak izolován od dění ve společnosti.

## Obsazení
| Petr Strejček        | student Petr Soukup                         |
| Yvetta Blanarovičová | Martina Matějková                           |
| Jana Krausová        | klavíristka Zuzana Kupecká, Petrova milenka |
| Lucie Bílá           | Jiřina, Petrova kamarádka                   |
| Václav Stulík        | Martin, Jiřinin synek                       |
| Václav Stanislav     | Vláďa Kotlařík, Petrův spolubydlící         |
| Tomáš Malina         | Jarouš, Petrův spolubydlící                 |
| Jan Novotný          | Jirka, Zuzanin manžel                       |
| Michal Dlouhý        | student zvaný Biceps                        |
| Břetislav Slováček   | primář Soukup, Petrův otec                  |
| Eva Lecchiová        | Soukupová, Petrova matka                    |
| Rudolf Kubík         | Dan, Jirkův milenec                         |